# 旅田卓宗
旅田 卓宗（たびた たくそう、1945年〈昭和20年〉4月4日 - ）は、日本の政治家、元警察官。和歌山市議会議員（3期）、和歌山市長（4期）、和歌山県議会議員（3期）を歴任した。

## 経歴
1945年4月4日、稲荷永一と花子の子として生まれる（4人兄弟の3人目）。幼名は卓三、しかし1948年に両親が離婚し、母方の姓となる。
1964年、和歌山県立和歌山工業高等学校を卒業後、和歌山県警察の巡査となり、和歌山県警察学校に入校。1965年4月に警察学校を首席卒業して海南警察署に配属されたが、同年7月に警察官を辞職し、小学校教員を目指したが果たせなかったため、同年12月に復職して白浜警察署に配属された。

### 政界入り
1969年10月、政治家を目指して再び警察官を辞職、1971年の統一地方選挙に無所属で立候補し和歌山市議会議員に初当選して政界入りを果たした。この直後名前を卓三から卓宗に改名し、市議1期途中の1974年2月の和歌山県議会議員補欠選挙で2万6,386票を獲得して県議に初当選。以降1979年の県議選で落選・1983年の県議選での返り咲きを挟んで、和歌山県議を通算3期務める。

### 和歌山市長に
1986年の和歌山市長選挙で6期目を目指す現職の宇治田省三に挑む形で出馬、92,407票を得票し宇治田を破って初当選した。都道府県庁所在地の首長としては当時最年少の41歳であった。任期中の1993年4月15日から5月5日には浄化槽清掃区域割りを巡って、清掃業者が一斉にストライキを行うという事態に発展（和歌山市闘争）。この時は旅田自らがバキュームカーを運転して、浄化槽の清掃や屎尿汲み取りの作業を行った。また、1989年には自派の選挙運動員を含む60人を市職員に無試験採用したことにより公職選挙法違反で書類送検されたが（不起訴処分）、1990年の市長選では2期目となる当選を果たしている。しかし、1992年にも市の外郭団体で無試験採用した32人を事務職に配置換えしたことが発覚した。

### 県知事選・衆院選出馬から市長に復帰
1994年の市長選では任期途中での和歌山県知事選出馬を宣言しながらも立候補し、「任期途中での辞職を前提とした「腰掛け立候補」であり市長選を愚弄するもの」との批判と「任期途中での辞職を事前に民意に問うことになりむしろ正しく、別に問題はない」という反論を巻き起こし話題となった。この市長選では市内の浄土真宗本願寺派正光寺住職で元和歌山市議会議長の和田秀教元市議らを破って3期目の当選を果たした後、宣言どおり1995年の県知事選に出馬した。県単独事業として高速道路を新宮まで延伸させるというユニークな公約で注目を集めたものの、暴力団関係者との交流を攻撃され副知事だった西口勇に6万票以上の差をつけられ落選。加えて翌1996年には運動員が公職選挙法違反で逮捕され、旅田も5年間の県知事選出馬禁止処分を受けた。
その一方で、1996年10月20日に行われた第41回衆議院議員総選挙に和歌山県第1区から無所属で立候補し58,119票を獲得したが、中西啓介（新進党、66,428票）に惜敗。自らの後任市長だった尾崎吉弘が逮捕されたことから、1999年1月に行われた出直し市長選で返り咲き4回目の当選を果たした。

### 市長落選から逮捕→起訴・獄中立候補
市長復帰を果たしたものの、2001年10月に石泉閣の若女将とのスキャンダルが写真週刊誌に報じられた。更に廃業した丸正百貨店を活用して仮称「公立和歌山創造大学」構想を打ち出したものの、2002年7月に市議会で関連議案が否決され直ちに「民意を問う」として辞職。その出直し選に打って出たものの、大橋正雄元県知事の長男で毎日新聞記者だった大橋建一に大敗した。
その後和歌浦の料理旅館・不老館を市が4億9,000万円で買い取る際、所有者である建設会社社長から現金300万円の賄賂を受け取った収賄容疑で2003年1月6日に逮捕。1月28日には起訴されたが、同年4月の市議選に拘置中ながら獄中立候補してトップ当選（6,154票）を果たす。なおこの事件では、贈賄側の建設会社社長（その後贈賄罪などで有罪確定）と共謀したとして同年1月8日に（かつて市長選で争った）和田元市議（1999年4月、市議7選を果たすも、その後公職選挙法違反で逮捕・起訴され、2001年2月有罪判決が確定し辞職）も逮捕されたが、こちらは間もなく起訴猶予となった。和田も同年4月の市議選に無所属で立候補し、7位（4,320票）で8選を果たした。
同年7月、不老館事件の公判で「贈賄者は犯行日とされる日時に市庁舎を訪れていない」旨の一連の新証言を行った検察側重要証人への計4回の尋問が行われた。尋問終了後の7月28日に身柄移監先の和歌山西警察署において、2000年9月に石泉閣を和歌山市が迎賓館として月額140万円の賃料で約20年借りる契約を結び、先述の若女将（背任罪で有罪確定）らに賃料などの名目で計約4900万円を支払い市に損害を与えたとする背任容疑で再逮捕され、8月19日に再び起訴された。
2005年2月に777日ぶりに釈放され、同年7月に3人目の妻と離婚した。同年11月に和歌山地裁が収賄罪・背任罪により、懲役4年、追徴金300万円（求刑懲役6年、追徴金300万円）の実刑判決を受けたため、大阪高等裁判所に控訴し、2006年7月から控訴審が始まった。同年7月30日に行われた市長選に立候補したが、宇治田省三元市長の長男宇治田栄蔵（自由民主党和歌山県議会議員、元県議会議長。市長選落選後の2007年、県議に再び立候補し当選）ら候補者乱立の中で下位に沈み、現職の大橋に大敗した。 
2007年4月、和歌山市議会議員選挙に無所属で三たび立候補し、第2位（4,759票）で3選、旅田に代わり和田がトップ当選（4,825票、9選）を果たした。同年5月、民事訴訟で和歌山市への約2億5000万円の返還を命じる判決が確定。損害賠償金として議員報酬の差し押さえを受けた。また国民健康保険料や住民税を滞納していたため、これらについても差し押さえの対象となった。

### 失職・収監
2010年2月22日、最高裁判所第三小法廷（堀籠幸男裁判長）は旅田の上告棄却を決定した。旅田は同月25日、市議会厚生委員会を欠席し、大阪市内で担当弁護士と会い、今後について相談。収監後も獄中から無実を訴え、再審請求する方針を表明した。同月、1、2審の実刑判決が確定し、地方自治法・公職選挙法の規定により旅田は市議を自動的に失職した。公職にある者が在職中に収賄罪で実刑となった場合、公職選挙法の規定により刑期中と刑期終了後10年間は公民権停止（選挙権と被選挙権を失う）となる。公民権停止解除は早くとも70歳代後半となる見込みで、事実上政治生命は絶たれた状況となった。一方後援会・支持者などは「冤罪被害者　元和歌山市長　旅田卓宗氏を救う会」を結成し、引き続き旅田の活動を支援する体制を取った。
同年3月30日、旅田は和歌山地方検察庁に出頭し、大阪刑務所丸の内拘置支所（和歌山市）に収監された。出頭に際し「政治生命は絶たれた」と語り、政界から身を引く意向を表明した。しかし賄賂については「裁判で贈賄が行われたとされた日に元建設会社社長が来訪していないことを証明する市長来訪名簿のフロッピーデータがある」と主張して物的証拠の存在を示し、「1円も受け取っていない」となお冤罪と訴え、「獄中から無実を訴えていきたい」と語った。贈賄罪で有罪が確定した元建設会社社長に対し、事実と違う供述をしたとして損害賠償を請求する民事裁判を起こすことも明らかにした。また背任に問われた石泉閣について「市議会の再三の議決に基づいて決定した事項は執行する義務がある」と再度主張。違憲判決であるとしてこちらについては憲法訴訟を起こす意向を明らかにした。同年5月28日、加古川刑務所に移送、収監された。刑期中は病棟に収容された受刑者の世話をする仕事に就いた後に洗濯係の仕事へと就き、獄中から「旅田卓宗氏を救う会」関係者に手紙を出し、関係者によりブログ「旅田卓宗の獄中日記」の執筆などを行った。獄中でも無実を訴えていたことから仮釈放は認められなかったという。

### 出所・その後
2013年2月23日、加古川刑務所から満期出所（未決勾留日数算入）、和歌山市に戻った。和歌山市内の「和歌山新吉宗劇場」支配人としての仕事の傍ら、再審請求の準備、「旅田卓宗氏を救う会」の活動、ブログの執筆、ツイッターでの発言などを行っている。2015年には和歌山市内にカラオケ喫茶を開店し、客を相手に人生相談に乗っているという。公民権回復は2023年2月23日となる見通し。
2023年6月20日、自身のFacebookにて3年後の和歌山市長選に立候補することを表明した。

## 政歴
政党に所属したことはなく、一貫して無所属で活動している。保守系・革新系の区別も名乗っていない。
- 1971年5月　統一地方選挙和歌山市議会議員選挙に無所属で立候補し初当選
- 1974年2月　和歌山県議会議員補欠選挙に無所属で立候補し初当選
- 1975年4月　統一地方選挙和歌山県議会議員選挙に無所属で立候補し再選
- 1979年4月　統一地方選挙和歌山県議会議員選挙に無所属で立候補し落選
- 1983年4月　統一地方選挙和歌山県議会議員選挙に無所属で立候補し3選
- 1986年6月　和歌山市長選挙に無所属で立候補し初当選
- 1990年6月　和歌山市長選挙に無所属で立候補し再選
- 1994年6月　和歌山市長選挙に無所属で立候補し3選
- 1995年11月　和歌山県知事選挙に無所属で立候補し次点落選
- 1996年10月　第41回衆議院議員総選挙に和歌山県第1区からに無所属で立候補し次点落選
- 1999年1月　出直し和歌山市長選挙に無所属で立候補し4選
- 2002年7月　市長辞職
- 2002年8月　出直し和歌山市長選挙に無所属で立候補し落選
- 2003年4月　統一地方選挙和歌山市議会議員選挙に無所属で立候補し再選
- 2006年7月　和歌山市長選挙に無所属で立候補し落選
- 2007年4月　統一地方選挙和歌山市議会議員選挙に無所属で立候補し3選
- 2010年3月　市議失職

## 著書
- 『僕、コレで市長辞めました！』文芸社 2006年 ISBN 4286014134
- 『旅田卓宗（元和歌山市長）の選挙必勝法』白馬社 2014年 ISBN 4907872038